# Jeżowa Wola
Jeżowa Wola – dzielnica Radomia, dawniej wieś do 1954 roku.  
Dzielnica przedmiejska położona w południowej części Radomia, położona między dzielnicami: Wośniki (płn-zach.), Pruszaków (zach.), Południe (płd-wsch.), Krychnowice (płd), Potkanów (płd).
Na terenie Jeżowej Woli znajduje się szkoła podstawowa nr 25. Od 1997 roku toczyły się starania o nadanie szkole imienia Władysława Jędrasa. Tablica poświęcona zasłużonemu działaczowi tej szkoły wmurowana jest tuż przy wejściu do niej.
Jeżowa Wola to dzielnica domów jednorodzinnych. Teren ten obsługuje komunikacja miejska - za pomocą linii 17 oraz 18, a również w szczycie linii 14. Jeżowa Wola leży w paśmie ulicy Starokrakowskiej oraz ulic sąsiadujących: Gospodarczej, Kosynierów, Młyńskiej, Nadrzecznej, Nasypowej, Okrężnej, Ornej oraz Potkanowskiej.
W dzielnicy Jeżowa Wola znajdują się:
- Wyższe Seminarium Duchowne
- Kościoły Chrystusa Kapłana (parafia od 1999 roku)
- Kościół Miłosierdzia Bożego (parafia od 1983 roku, proboszcz ks. Mirosław Kszczot)
- dworek oraz zabudowania gospodarcze z dawnego folwarku we wsi Jeżowa Wola (ul. Starokrakowska)

W okolicach ulicy Potkanowskiej (pogranicze dzielnic Potkanów i Jeżowa Wola) znajdują się firmy MNI Telecom Sp. z o.o. (dawniej Pilicka Telefonia) (od 1995 roku), Marcus (od 1998) oraz Komandor S.A. (od 1998).